# Papyruskaart van Turijn
|  |  |  |
|  |  |  |

De papyruskaart van Turijn is een zeer oude en nauwkeurige landkaart uit het oude Egypte, gemaakt rond 1160 v.Chr. door Amennachte uit Thebe. Ze bevindt zich in het Museo Egizio van Turijn.

## Ontstaan
De kaart is verbonden met de grote expeditie naar de steengroeven van Wadi Hammamat onder Ramses IV (1156-1150 v.Chr.). Ze bevat hiëratische aantekeningen in het handschrift van Amennachte, zoon van Ijoed. Hij was een hoge beambte, een van de twee "Schrijvers-van-de-Tombe".
Na afloop van de expeditie, nam de auteur de kaart blijkbaar mee naar huis. Zoals gebruikelijk schreef hij nadien op de blanke achterkant van de papyrus andere teksten.

## Beschrijving
De kaart geeft een 15 km lang stuk weer van de Wadi Hammamat, de "Vallei van de Vele Baden" in het midden van de Oostelijke Woestijn. Dit was een onderdeel van de route tussen Koptos (op de Nijl) en Quseir (aan de Rode Zee). Het zuiden is aan de bovenkant, richting bronnen van de Nijl. Het voornaamste doel van de expeditie, de winplaats van grijsgroene Bekhensteen, is prominent aangeduid. Bij deze groeve liet Ramses IV in het derde jaar van zijn regering een stèle plaatsen (CM 12) die herinnert aan de 8.362 man sterke expeditie. Ook de goudmijn en bijhorende nederzetting zijn weergegeven (nu Bir Umm Fawakhir), evenals de goud- en zilverwinning in de heuvels en de wadi's. De meanders van de Wadi Hammamat zijn op de kaart enigszins rechtgetrokken, klaarblijkelijk omwille van de beperking van het gebruikte formaat.
Voorts zijn topografische kenmerken zoals huizen, bomen (herkenbaar als tamarisken), een tempel, een waterput, enz. afgebeeld. Tegelijk is het ook de oudste geologische kaart, doordat verschillende gesteente- en grindtypes elk met een eigen kleur zijn weergegeven (zwart, bruin, rood, groen, roze, wit). Zelfs de kwartsaders in de heuvels zijn aangeduid. Om een volgende kaart te vinden met dergelijke informatie, moeten we 2.900 jaar verder in de tijd.
In 1989 maakten Duitse archeologen luchtbeelden van Wadi Hammamat die bevestigden dat de kaart vrij nauwkeurig overeenstemde met deze site. Er is evenwel geen constante schaal gehanteerd.

## Herontdekking en reconstructie
De stukken papyrus waarop de kaart getekend is, werden tussen 1814 en 1821 ontdekt door agenten van Bernardino Drovetti, Napoleons consul-generaal in Egypte. Naar verluidt waren ze afkomstig uit Amennachte's familiegraf te Deir el-Medina. Kort erna werd de kaart aangekocht door koning Karel Felix van Sardinië. Zo kwam ze in 1824 terecht in het Museo Egizio van Turijn, dat de koning had laten oprichten. Daar is de kaart gekend als de Mappa delle Miniere ("Kaart van de Mijnen"), of nog de Papiro delle miniere d'oro ("Papyrus van de Goudmijnen").
Aanvankelijk dacht men dat het om drie verschillende papyri ging, maar rond 1900 reconstrueerde men de vijf voornaamste fragmenten tot één geheel met een lengte van 280 cm. Volgens een modernere reconstructie - (nog) niet nagevolgd in het museum - zou de kaart slechts zo'n 210 cm breed zijn en 41 cm hoog. Ze was bedoeld om op te rollen.